# Краузе, Эрнст Ханс Людвиг
Эрнст Ханс Лю́двиг Кра́узе (нем. Ernst Hans Ludwig Krause; 1859—1942) — немецкий ботаник и миколог.

## Биография
Эрнст Краузе родился 27 июля 1856 года в городе Штаде в семье учителя. Учился в школе в Ростоке, затем поступил в Военное медицинское училище в Берлине. Изучал биологию в Берлинском университете, в 1881 году защитил диссертацию и стал доктором философии. С 1882 по 1893 Краузе работал врачом в немецком военном флоте, с 1893 по 1904 — врачом в пехотном полку.
С 1904 года посвятил свою жизнь изучению ботаники, был доцентом ботаники и фитогеографии в Страсбурге. Во время Первой мировой войны Краузе работал директором резервного госпиталя в Раштатте. С 1919 года Краузе — доцент в Ростокском университете, с 1921 года — адъюнкт-профессор. В 1933 году Эрнст Ханс Людвиг назначен профессором.
Во время бомбардировки Ростока в апреле 1942 года Краузе был ранен. 1 июня 1942 года он скончался в больнице в Нойштрелице.
Основной гербарий Краузе хранился в Ботаническом музее Берлин-Далем (B). В 1943 году он был частично уничтожен.

## Роды растений, названные в честь Э. Х. Л. Краузе
- Krauseola Pax & K.Hoffm., 1934, nom. nov.

## Некоторые научные работы
- Krause, E.H.L. (1879). Flora von Rostock. 208 p.
- Krause, E.H.L.; Prahl, P.; Fischer-Benzon, R.J.D. v. (1888—1890). Kritische Flora der Provinz Schleswig-Holstein.
- Krause, E.H.L. (1893). Mecklenburgische Flora. 248 p.
- Krause, E.H.L. (1899). Nova synopsis ruborum Germaniae et Virginiae. 105 p.
- Krause, E.H.L. (1908). Exkursionsflora. 352 p.